# Brewster's Millions (toneelstuk)
Brewster's Millions is een toneelstuk geschreven door Winchell Smith en Byron Ongley, gebaseerd op de gelijknamige roman uit 1902 van George Barr McCutcheon. Producenten Frederic Thompson en Elmer "Skip" Dundy brachten het in 1906 naar Broadway. Het toneelstuk gaat over een jongeman die een miljoen dollar moet uitgeven dat hij heeft geërfd om nog vele miljoenen meer te erven.

## Broadway-productie

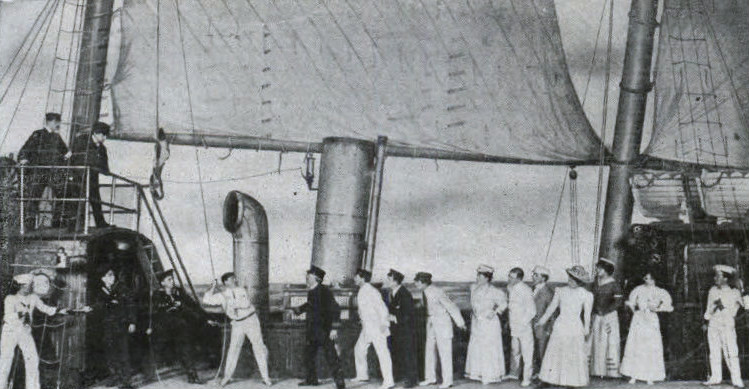
Stilstaand beeld van een scene uit het toneelstuk

Thompson en Dundy gaven een voorvertoning van het stuk in het Taylor Opera House in Trenton (New Jersey) in oktober 1906. Het stuk ging in première op Broadway in het New Amsterdam Theatre op 31 december 1906. De productie werd op 25 februari 1907 overgebracht naar het Hudson Theatre, met dezelfde cast.

### Rolverdeling
| Acteur          | Personage             |
| --------------- | --------------------- |
| Edward Abeles   | Montgomery Brewster   |
| Leslie Bassett  | Fred Gardner          |
| Gaston Bell     | Horace Pettingill     |
| Cecile Breton   | Trixie Clayton        |
| George Clare    | Rawles                |
| Jack Devereaux  | Subway Smith          |
| Sumner Gard     | Archibald Vanderpool  |
| Willard Howe    | Frank Bragdon         |
| Nestor Lennon   | Colonel Drew          |
| Emily Lytton    | Mrs. Dan De Mille     |
| Mary Ryan       | Margaret "Peggy" Gray |
| Arthur Morris   | Thomas                |
| Olive Murray    | Barbara Drew          |
| Josephine Park  | Janice Armstrong      |
| George Probert  | Nopper Harrison       |
| Eugene Redding  | Monsieur Bargie       |
| Albert Sackett  | Mr. Grant             |
| Joseph Woodburn | Joseph MacCloud       |